# حاجز الصمت (مسلسل)
حاجز الصمت مسلسل سوري يعالج كموضوع أول مرض السيدا (الايدز) وتبعاته الهدف الأساسي لهذا العمل هو كسر حاجز الخوف قبل حاجز الصمت بالنسبة لمرض السيدا (الإيدز)، من خلال قصة سلمى الباحثة الاجتماعية التي تهتم بالتواصل مع كل الشرائح التي تعاني أزمات بسبب المجتمع الذي تعيش فيه. سلمى أرملة تعيش قرب بنات أخيها ولها ولد وحيد تعتقد انه يدرس في فرنسا. مسلسل من إخراج يوسف رزق كما تم تصوير جزء ثاني بعنوان الخط الأحمر مع عودة ممثليه وشخصيات جديدة.

## القصة
يقترح مازن رئيس مكافحة السيدا على سلمى مديرة دائرة البحث الاجتماعي مساعدته في مهمة كلفته بها الأمم المتحدة من أجل مكافحة السيدا عبر زيارات لمختصين لأحد المصحات الموجودة في البلد، وربط علاقات بالمصابين ودراسة وضعهم. ترفض سلمى زيارة المصحة في البداية، وتحت ضغط من زملائها في العمل تزوره والرهبة تسبقها، خاصة عندما تتعرف بين المرضى على ابنها رامي الذي كانت تظن أنه يتابع دراسته في فرنسا...
تصاب سلمى بصدمة قوية وتنهار عندما لا يستطيع ابنها تذكرها لأن الأورام الخبيثة طالت دماغه. تواصل سلمى رحلتها مع المصابين بهذا الداء الفتاك، ومن خلال حكاياتهم تكسر حاجز الخوف قبل حاجز الصمت.

## طاقم العمل
- إخراج: يوسف رزق
- تأليف وسيناريو: هاني السعدي

## بطولة
| - خالد تاجا. - نادين. - فاديا خطاب. - منى واصف. - سليم كلاس. - ميلاد يوسف. - تيسير إدريس. - قيس الشيخ نجيب. - عبير شمس الدين. - روعة ياسين. - صفاء سلطان. - روعة السعدي. - عبد المنعم عمايري. - سلمى ضو البيت. - عليا الركاب. | - عبد الحكيم قطيفان. - إمارات رزق. - الطفلة «ربى السعدي». - الطفل «سليمان رزق» - حسام تحسين بيك. - يارا صبري. - ليت المفتي. - جيني اسبر. - فايق عرقسوسي. - أماني الحكيم. - صالح الحايك. - فراس إبراهيم. - نجاح حفيظ. - عبد الفتاح المزين. - عصام عبه جي. |